# Situationship
Eine Situationship ist eine lockere, undefinierte Art einer zwischenmenschlichen Beziehung, die weder als feste Partnerschaft noch als reine Affäre gilt. Der Begriff wird insbesondere in Dating-Apps wie Tinder sowie in Sozialen Medien wie TikTok oder Twitter verwendet. Er beschreibt eine unverbindliche Beziehung zwischen zwei oder mehreren Personen. Zum Teil wird die Situationship mit Casual Dating gleichgesetzt, sie unterscheidet sich jedoch von Casual Sex. 
Der Begriff ist ein Kofferwort, das sich aus den englischen Wörtern situation (‚Situation‘) und relationship (‚Beziehung‘) zusammensetzt.

## Kennzeichen
Situationships zeichnen sich durch regelmäßige Treffen und Nähe aus, jedoch ohne feste Verpflichtungen oder tiefgehende emotionale Bindungen. Sie bieten die Möglichkeit, Zeit mit einer Person zu verbringen, ohne die Erwartungen einer traditionellen Beziehung erfüllen zu müssen.

## Herausforderungen
Allerdings können derartige Beziehungen auch Herausforderungen mit sich bringen, etwa emotionale Unsicherheiten oder ungleiche Erwartungen. Experten raten dazu, eine Situationship zu beenden, wenn sie zu emotionalen Belastungen führt oder die Bedürfnisse einer Person nicht erfüllt werden. Menschen mit Bindungsangst oder solche, die von Anfang an keine ernsten Absichten haben, könnten diese Form der Beziehung ausnutzen.
Häufig wird in einer Situationship nicht offen darüber gesprochen, welche Bedeutung die Beziehung für die Beteiligten hat, und es bleibt oft unausgesprochen, ob Gefühle wie Verliebtheit oder Zuneigung vorhanden sind.